# Harelbeke
Harelbeke es un municipio de la región de Flandes, en la provincia de Flandes Occidental, Bélgica. A comienzos de 2018 contaba con una población total de 27.886 personas.

## Geografía
Se encuentra ubicada al oeste del país, al norte de Cortrique, cerca de la frontera con Francia y esta bañada por el Río Lys.
La extensión del término es de 29,14 km², con una densidad de población de 956,97 habitantes por km².

### Secciones del municipio
El municipio comprende los antiguos municipios, que se fusionaron en 1977:
| - Harelbeke - Bavikhove - Hulste |

## Demografía

### Evolución
Todos los datos históricos relativos al actual municipio, el siguiente gráfico refleja su evolución demográfica, incluyendo municipios después de efectuada la fusión el 1 de enero de 1977.

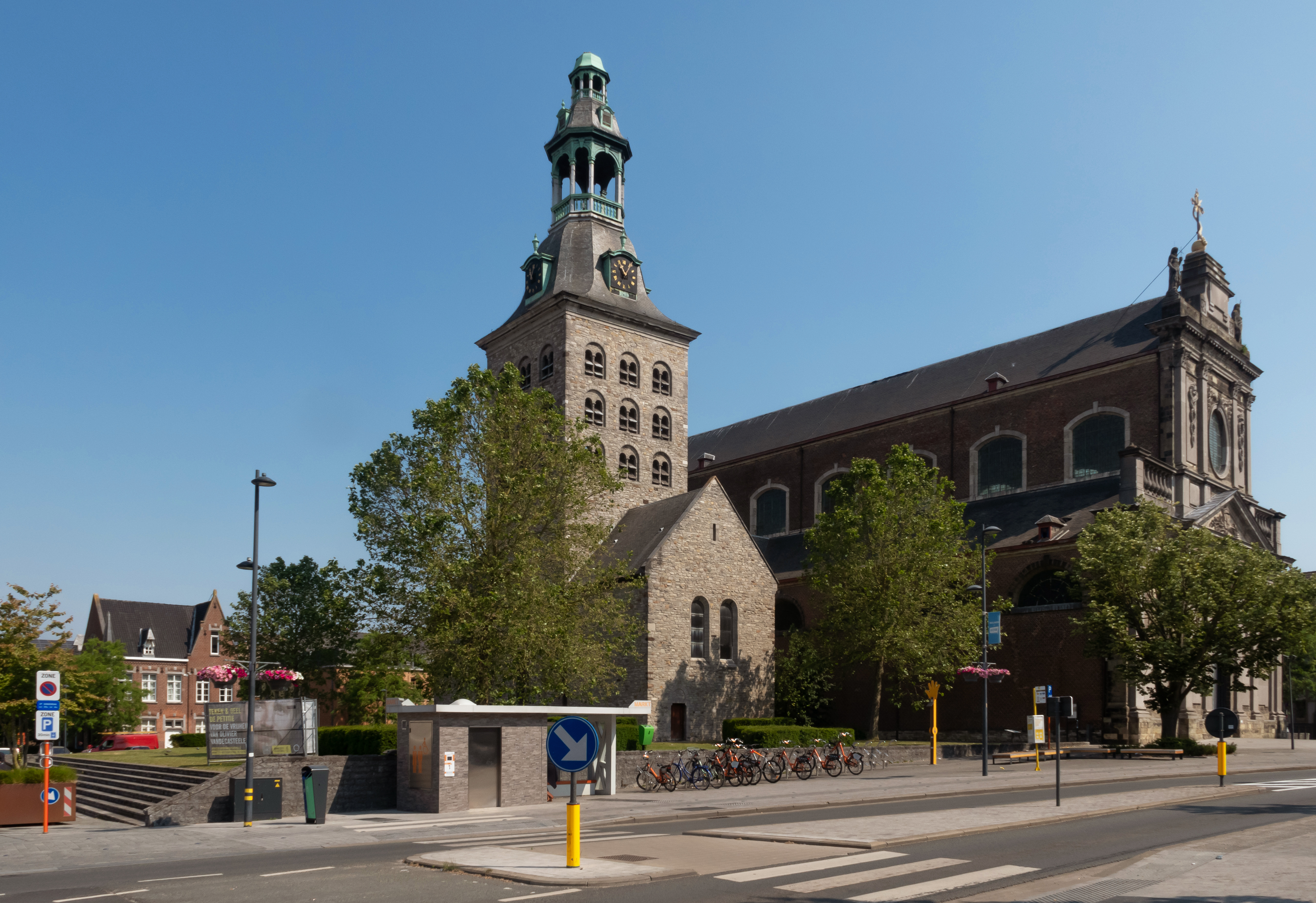
La iglesia (Sint-Salvatorkerk)

| Gráfica de evolución demográfica de Harelbeke entre 1846 y 2020 |
|                                                                 |

## Enlaces relacionados
Sitio oficial del término municipal de Harelbeke
- Datos: Q478797
- Multimedia: Harelbeke / Q478797